# تکیه (سیرجان)
تکیه (سیرجان)، روستایی از توابع بخش بلورد شهرستان سیرجان در استان کرمان ایران است.

## جمعیت
این روستا در دهستان چهارگنبد قرار دارد و براساس سرشماری مرکز آمار ایران در سال ۱۳۹۵، جمعیت آن ۲۱۰نفر (۶۰خانوار) بوده‌است.